# Soave (vin)

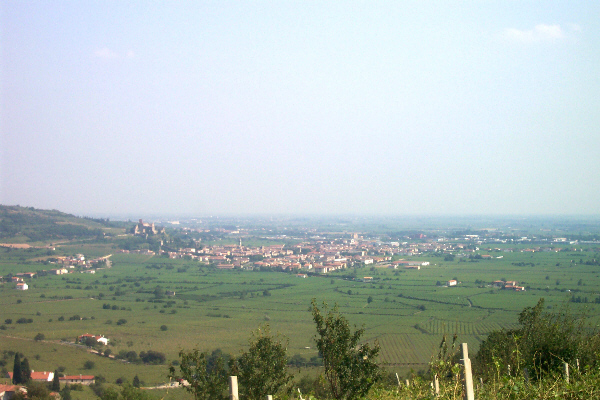
Panoramavy över Soave-distriktet.

Soave är ett vinområde i nära Verona i Veneto i norra Italien. Området är vackert med böljande gröna kullar lokaliserat runt kommunen Soave. I distriktet produceras söta, torra och vita viner med gyllengul färg, intensiv fruktig doft och silkeslena smaker av mandel och sötma. Alkoholhalten ligger normalt på ca 12%. 
Området producerar flera olika typer av viner:
- Soave DOC - ett enkelt och lättdrucket vitt vin
- Soave Classico DOC - med druvor hämtade från Classico-området mellan Soave och Monteforte d'Alpone. Vinerna har ofta en tydlig mineralkaraktär.
- Soave Spumante DOC - ett vitt mousserande vin.
- Recioto di Soave Superiore DOCG - som är det mest kända vinet från området. Det är ett sött vitt vin som lyder under ett omfattande regelverk rörande planteringsområden, vinifieringsteknik, lagringstid etc. Detta är ett av två DOCG-viner i Veneto-regionen.

## Druvor
Druvorna som får användas för att framställa vinerna är Garganega, Trebbiano di Soave, Chardonnay och Pinot Blanc. Tidigare tilläts även Trebbiano Toscano men så är inte fallet längre.